# Yōzō Aoki
Yōzō Aoki (青木 要三?, Aoki Yōzō; 10 aprile 1929 – 23 aprile 2014) è stato un calciatore giapponese, di ruolo difensore.

## Biografia
Yōzō Aoki debuttò il 23 maggio 1923 nella Nazionale di calcio del Giappone giocando contro le Filippine, durante l'edizione di quell'anno dei Giochi dell'Estremo Oriente a Osaka. Il giorno seguente, disputò anche la partita contro le Cina.
Yōzō Aoki fece parte anche della squadra comunale di Osaka.